# Bernardo Antonino Squarcina
Bernardo Antonino Squarcina (Vicenza, 19 luglio 1780 – Rovigo, 22 dicembre 1851) è stato un vescovo cattolico italiano.

## Biografia
Nacque il 19 luglio 1780 a Vicenza.
Il 4 giugno 1803 fu ordinato presbitero per l'Ordine dei frati predicatori.
Professore di teologia morale nel seminario patriarcale di Venezia, il 15 dicembre 1828 fu nominato vescovo di Ceneda da papa Leone XII. Ricevette la consacrazione episcopale il 28 dicembre seguente dal cardinale Giacinto Placido Zurla, vicario generale di Sua Santità per la diocesi di Roma, co-consacranti gli arcivescovi Daulo Augusto Foscolo, arcivescovo metropolita di Corfù, e Luigi Frezza, arcivescovo titolare di Calcedonia e segretario della Congregazione per gli affari ecclesiastici straordinari.
Il 27 gennaio 1842 fu trasferito alla sede vescovile di Adria da papa Gregorio XVI. Compiuta la prima visita pastorale tra il 1844 e il 1845, iniziò la seconda nel 1850, ma non riuscì a terminarla, perché la morte lo colse il 22 dicembre dell'anno seguente a Rovigo.

## Genealogia episcopale
La genealogia episcopale è:
- Cardinale Scipione Rebiba
- Cardinale Giulio Antonio Santori
- Cardinale Girolamo Bernerio, O.P.
- Arcivescovo Galeazzo Sanvitale
- Cardinale Ludovico Ludovisi
- Cardinale Luigi Caetani
- Cardinale Ulderico Carpegna
- Cardinale Paluzzo Paluzzi Altieri degli Albertoni
- Papa Benedetto XIII
- Papa Benedetto XIV
- Papa Clemente XIII
- Cardinale Marcantonio Colonna
- Cardinale Giacinto Sigismondo Gerdil, B.
- Cardinale Giulio Maria della Somaglia
- Cardinale Giacinto Placido Zurla, O.S.B.Cam.
- Vescovo Bernardo Antonino Squarcina, O.P.